# Heksokinaza
Heksokinaza je enzim koji fosforiliše heksoze (šestougljenične šećere), formirajući heksozne fosfate. U većini organizama, glukoza je najvažniji supstrat heksokinaza, i glukoza-6-fosfat najvažniji produkt.
Glukokinaza je specifična izoforma heksokinaza. Dok druge heksokinaze imaju sposobnost fosforilacije nekoliko heksoza, glukokinaze deluju sa 50-puta nižim afinitetom za supstrat i njihov jedini heksozni supstrat je glukoza.

## Literatura
- Nicholas C. Price; Lewis Stevens (1999). Fundamentals of Enzymology: The Cell and Molecular Biology of Catalytic Proteins (Third изд.). USA: Oxford University Press. ISBN 019850229X.
- Eric J. Toone (2006). Advances in Enzymology and Related Areas of Molecular Biology, Protein Evolution (Volume 75 изд.). Wiley-Interscience. ISBN 0471205036.
- Branden C; Tooze J. Introduction to Protein Structure. New York, NY: Garland Publishing. ISBN 0-8153-2305-0.
- Irwin H. Segel. Enzyme Kinetics: Behavior and Analysis of Rapid Equilibrium and Steady-State Enzyme Systems (Book 44 изд.). Wiley Classics Library. ISBN 0471303097.